# Somatina maeandrata
Somatina maeandrata là một loài bướm đêm trong họ Geometridae.